# Друштвени бруто производ
Друштвени бруто производ је најшири макроекономски агрегат коришћен у социјалистичкој Југославији, представља вредност укупне материјалне производње у једној земљи у одређеном временском периоду (најчешће годину дана).

## Макроекономски агрегати коришћени у Југославији
Друштвени бруто производ = материјални трошкови + амортизација + новостворена вредност (национални доходак).
Друштвени производ = друштвени бруто производ - материјални трошкови = амортизација + новостворена вредност (национални доходак).
Национални доходак = друштвени производ - амортизација = новостворена вредност.